# Fatma Turgut

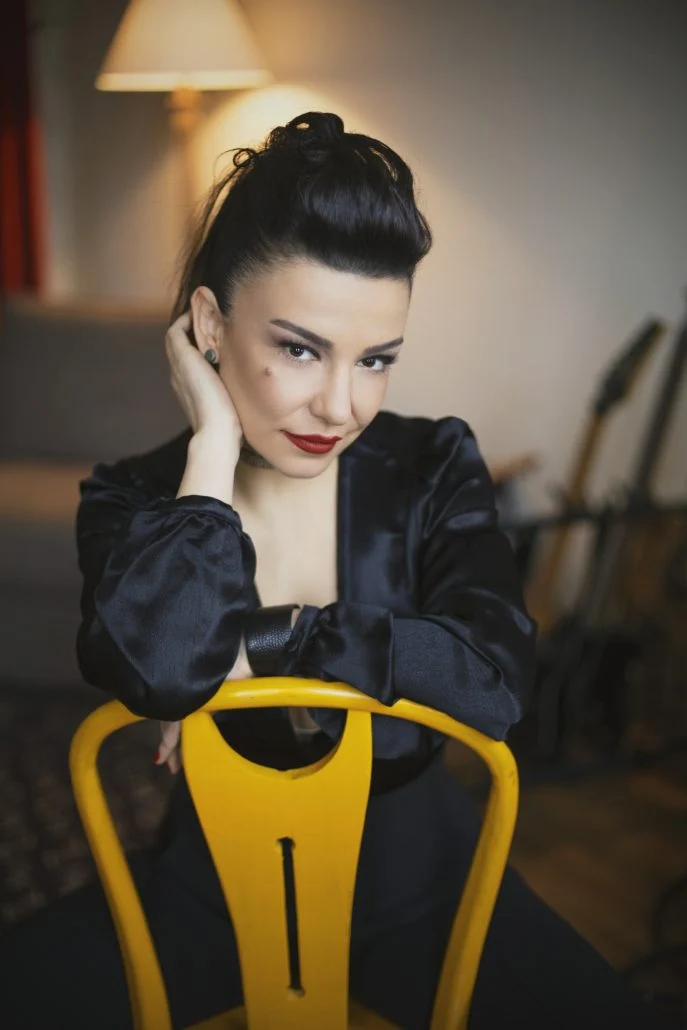
Fatma Turgut, 2016

Fatma Turgut (* 2. Januar 1984 in Aydın) ist eine türkische Rockmusikerin. Von 2007 bis 2016 war sie die Front-Sängerin der sehr erfolgreichen Band Model.

## Karriere
Im Jahr 2007 schloss sie sich der Rock-Band Model an. Nach drei veröffentlichten Alben und mehreren Hits löste sich die Band im Jahr 2016 auf.
Seitdem ist Turgut solo aktiv und brachte im Jahr 2019 ihr erstes eigenes Album Elimde Dünya heraus. In ihrer Solo-Karriere entstanden bereits Kollaborationen mit bekannten türkischen Künstlern wie Ferman Akgül, Can Bonomo, Cem Adrian, Cakal oder Ayben.

## Diskografie

### Alben
- 2019: Elimde Dünya

### Singles
| - 2014: Herkes Gibisin (mit Kurtalan Ekspres) - 2016: Bensiz Bir Sen (mit You May Kiss The Bride) - 2016: İlkbaharda Kıyamet - 2017: Yıllar Sonra - 2017: Hayat Böyle (mit Keti) - 2018: Aşk Tadında - 2018: Efsaneyiz (mit Ferman Akgül) - 2018: Zor Dünya - 2019: Bir Varmış Bir Yokmuş - 2019: Beni Tutmayın (mit Can Bonomo) - 2019: Yangın Yeri (mit Can Baydar) - 2019: Sen Diyorum - 2019: Palavra - 2019: El Gibi (mit Rubato) | - 2019: Belki (mit Volkan Akmehmet & İnanç Şanver) - 2020: Dünya Tek Biz İkimiz - Rap Versiyon (mit Ayben) - 2021: Ben Vardım - 2021: Dünyalar Senin Olsun - 2021: Hata - 2021: Aramızda Uçurumlar (mit Suat Suna) - 2021: Gözlerime Bak (mit Karya Çandar) - 2022: İkimizden Biri - 2022: Kalbe Zarar (mit Cakal) - 2023: Bensiz (mit Cem Adrian) - 2023: Umay (mit Faun) - 2024: Dönmem Ona - 2025: Yok Dönüş Geri - 2025: Güzel Bir Son |

Quelle: